# Ихсангалиев, Елдос Жахманович
Елдо́с Жахма́нович Ихсангали́ев (каз. Елдос Жахманұлы Ихсанғалиев; 8 июля 1978, Алма-Ата) — казахстанский дзюдоист тяжёлой весовой категории, выступал за сборную Казахстана на всём протяжении 2000-х годов. Участник двух летних Олимпийских игр, обладатель бронзовой медали Азиатских игр, серебряный и шесть раз бронзовый призёр чемпионатов Азии, бронзовый призёр Восточноазиатских игр в Осаке и Центральноазиатских игр в Душанбе, победитель многих турниров национального и международного значения.

## Биография
Елдос Ихсангалиев родился 8 июля 1978 года в Алма-Ате в Казахской ССР. Впервые заявил о себе в сезоне 1996 года, дойдя до стадии 1/8 финала на юниорском чемпионате мира в Порту. Через два года дебютировал на этапе Кубка мира в Москве, где, тем не менее, попасть в число призёров не смог, проиграв в четвертьфинале россиянину Михаилу Коробейникову.
Первого серьёзного успеха на взрослом международном уровне добился в 2000 году, когда попал в основной состав казахской национальной сборной и побывал на чемпионате Азии в японской Осаке, откуда привёз награду бронзового достоинства, выигранную в абсолютной весовой категории. Год спустя в тяжёлом весе получил бронзу на азиатском первенстве в Улан-Баторе и в абсолютной весовой категории на Восточноазиатских играх в Осаке.
В 2003 году в тяжёлом весе выиграл бронзовую медаль на Центральноазиатских играх в Душанбе, тогда как на чемпионате Азии в корейском Чеджу стал бронзовым призёром сразу в двух весовых категориях, тяжёлой и абсолютной. В следующем сезоне на домашнем азиатском первенстве в Алма-Ате вновь дважды поднимался на пьедестал почёта, получил бронзу в тяжёлом весе и серебро в открытой весовой категории — единственное поражение потерпел в финале от корейского дзюдоиста. Благодаря череде удачных выступлений удостоился права защищать честь страны на летних Олимпийских играх 2004 года в Афинах — в стартовом поединке взял верх над своим противником, однако на стадии 1/16 финала проиграл голландцу Деннису ван дер Гесту, который в итоге стал бронзовым призёром турнира.
После афинской Олимпиады Ихсангалиев остался в основном составе дзюдоистской команды Казахстана и продолжил принимать участие в крупнейших международных турнирах. Так, в 2005 году в тяжёлом весе он завоевал бронзовую медаль на чемпионате Азии в Ташкенте. Ещё через год в том же весовом дивизионе удостоился бронзы на этапе Кубка мира в Минске, на международном турнире в немецком Брауншвейге и на Азиатских играх в Дохе, где на стадии полуфиналов потерпел поражение от японца Ясуюки Мунэты. Будучи одним из лидеров казахстанской национальной сборной, благополучно прошёл квалификацию на Олимпийские игры 2008 года в Пекине — выступил примерно так же, как и на прошлых Играх: в первом поединке одолел своего оппонента, но во втором был побеждён титулованным французом Тедди Ринером и лишился тем самым всяких шансов на попадание в число призёров. Вскоре по окончании этих соревнований принял решение завершить карьеру профессионального спортсмена.